# IS-B Komar
IS-B Komar – polski, jednomiejscowy, szybowiec treningowy  konstrukcji drewnianej. Opracowany w Instytucie Szybownictwa w Bielsku-Białej.

## Historia
Historia konstrukcji Komara sięga lat trzydziestych okresu międzywojennego. Wówczas w następstwie szybko rozwijającego się polskiego szybownictwa, zbudowano dwa szybowce (z przeznaczeniem na loty wyczynowe) ITS-II i CW-5. Konstrukcje te, ze względu na słabe osiągi okazały się nieudane. Z powodu zapotrzebowania na szybowce treningowo-wyczynowe, w 1932-1933 został zaprojektowany przez Antoniego Kocjana prototyp SP-090, którego nazwano Komar. Pierwszy egzemplarz Komara został wyprodukowany w Warsztatach Szybowcowych w Warszawie. Oblatany w 1933 r. przez Szczepana Grzeszczyka. Do wojny zbudowano ponad 80 sztuk Komara, żaden egzemplarz nie przetrwał wojny. Szybowiec był produkowany na licencji w Finlandii, Estonii, Jugosławii, Bułgarii i Palestynie. Pozostała tylko dokumentacja konstrukcyjna, którą zachowała żona konstruktora Elżbieta Kocjanowa. 
Po wojnie w 1947 r. w Instytucie Szybownictwa w Bielsku-Białej powstała zmodyfikowana konstrukcja Komara. Modyfikacja została przeprowadzona przez inż. Mariana Wasilewskiego, który na podstawie zachowanych dokumentów konstrukcyjnych szybowca, dopracował konstrukcję tak aby spełniała ówczesne wymagania. Pierwszy egzemplarz Komara 48 o numerze SP-732 (nr fabryczny 039), został oblatany przez Piotra Mynarskiego w dn. 16 stycznia 1949 r. W 1948 r. wyprodukowano 5 szt. Komara 48 a w 1949 r. 20 szt. Komara 49. Szybowce były używane w aeroklubach do 1965 r.
Jeden egzemplarz Komara 49 o numerze rejestracyjnym SP-985 prezentowany jest w Muzeum Lotnictwa Polskiego w Krakowie.

## Konstrukcja
Jednomiejscowy szybowiec treningowy w układzie zastrzałowego górnopłata o konstrukcji drewnianej.
Kadłub szybowca podłużnicowy, półskorupowy o przekroju sześciokątnym, pokryty sklejką. Wyposażony w zaczep do lotu na holu i hak do startu z lin gumowych oraz zaczep dolny do startu za wyciągarką. Kabina pilota odkryta z wiatrochronem. Fotel pilota dostosowany do spadochronu plecowego.
Skrzydło dwudzielne, zastrzałowe o obrysie prostokątno-trapezowym. Główny dźwigar o konstrukcji skrzynkowej, dźwigar pomocniczy skośny o przekroju ceowym. Zastrzał skrzydła metalowy, lotki o konstrukcji drewnianej kryte płótnem, o napędzie linkowym. Hamulce aerodynamiczne płytkowe uchylne.
Usterzenie jednodźwigarowe konstrukcji drewnianej usytuowane w kadłubie na stalowej rurze. Powierzchnie sterowe kryte płótnem. Podwozie jednotorowe, złożone z amortyzowanej drewnianej płozy przedniej i metalowej płozy ogonowej.
W powojennym wyposażeniu szybowca zestaw przyrządów składał się z: prędkościomierza, wariometru i wysokościomierza. Zrezygnowano z przedwojennych opcji wyposażenia jak zakrętomierz i busole. 
Komary 48 malowano w kolorze jasnej kawy, a Komary 49 w pomarańczowym.

## Rekordy
- W 1936 Ryszard Dyrgałła ustanowił rekord Polski na szybowcu Komar w długotrwałości lotu wykonując lot z lotniska w Bezmiechowej i powrócił na miejsce startu w czasie 22 godzin i 15 minut[12].
- W 1937 Wanda Modlibowska ustanowiła rekord świata w długotrwałości lotu, lecąc Komarem 24 godziny i 14 minut.
- W 1948 Stanisław Wielgus ustanowił rekord Polski w długotrwałości lotu, lecąc Komarem 48 35 godzin i 14 minut[4].

## Wypadki
7 września 1936 w wypadku podczas lotu treningowego szybowcem „Komar” poniósł śmierć mjr piech. Henryk Marian Ostrowski.